# Allium eivissanum
Allium eivissanum är en amaryllisväxtart som beskrevs av Fabio Garbari och Miceli. Allium eivissanum ingår i släktet lökar, och familjen amaryllisväxter. Inga underarter finns listade i Catalogue of Life.